# Henri Gaudier-Brzeska

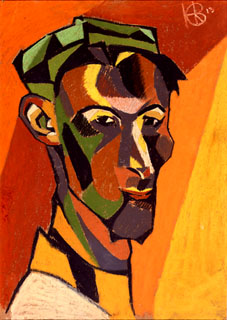
Autoportrait (1913)

Henri Gaudier, dit Henri Gaudier-Brzeska, né le 4 octobre 1891 à Saint-Jean-de-Braye (Loiret) et mort pour la France le 5 juin 1915 à Neuville-Saint-Vaast (Pas-de-Calais), est un dessinateur et sculpteur libertaire français.
Le sculpteur et dessinateur a d’abord opéré une synthèse entre le cubisme, l’abstraction et les arts primitifs. Puis à partir de 1913, il devient l’un des pionniers du vorticisme, variante britannique du futurisme.
Bien qu’affichant des idées anarchistes et antimilitaristes (il a échappé au service militaire en vivant à Londres), il s’engage en 1914 et est tué le 5 juin 1915 au cours de la bataille d’Artois.

## Biographie
Henri Gaudier naît dans la famille d'un menuisier-charpentier de la banlieue d'Orléans. Excellent élève de l'école communale, il affiche dès l'enfance une attirance pour le dessin. Entré à 12 ans à l'École primaire supérieure d'Orléans, il s'y fait remarquer par son professeur d'anglais, qui lui fait obtenir une bourse pour suivre des études de commerce, en Grande-Bretagne, à Bristol puis à Cardiff, pendant deux ans. Il se rend ensuite en Allemagne, puis rentre en France, à Paris. 
En 1910, la parfaite connaissance de l'anglais d'Henri Gaudier lui permet d'entrer comme traducteur aux éditions Armand Colin. C'est à cette époque qu'il fait connaissance à Paris, à la Bibliothèque Sainte-Geneviève, de Sophie Brzeska, une Polonaise de dix-huit ans son aînée, aux ambitions de romancière, avec qui il vivra désormais une relation - qualifiée de platonique, mais souvent orageuse. Mal accepté à Saint-Jean-de-Braye, surtout par la famille Gaudier en raison de la grande différence d'âge, le couple décide de retourner en Angleterre. Pour éviter de nouvelles difficultés, Henri Gaudier et Sophie Brzeska décident d'accoler leurs deux noms et de se faire passer pour frère et sœur. 
Arrivé à Londres sans argent ni appui, le ménage connaît de grosses difficultés matérielles. Henri Gaudier trouve un petit emploi de sculpteur. Il y rencontre Wyndham Lewis et Ezra Pound, et devient membre fondateur du mouvement vorticiste. 
En 1911, Henri Gaudier s'enfuit à Londres pour échapper au service militaire de deux ans (durée promulguée depuis une loi de 1905). Il fréquente le British Museum où il découvre la collection d'art d'Afrique et d'Océanie. En 1912, la revue Rhythm publie ses premiers dessins qu'il signe Gaudier-Brzeska. Quelques commandes lui permettent de louer un atelier et d'acheter du marbre. Il s'impose au sein de The London Group où l'on considère son style comme proche du futurisme bien qu'il soit de ceux qui chahutent les conférences de Marinetti. En juillet 1913, il expose au 6e London Salon organisé par l'Allied Artists' Association.
En juillet 1914, il établit le catalogue de ses œuvres et rédige son testament en faveur de Sophie. Et lorsque éclate la Première Guerre mondiale, il regagne la France pour s'enrôler. Mais à son arrivée à Boulogne, il est arrêté comme déserteur. Il parvient à s'évader et à regagner Londres. Il se rend à l'ambassade de France qui lui délivre un sauf-conduit. Le 4 septembre, il arrive au Havre avant d'être envoyé au front dans un régiment d'infanterie, en Champagne. Promu caporal en janvier 1915 puis sergent le mois suivant, il suit des cours pour devenir officier. En juin 1915, il participe à l'attaque de la position de Neuville-Saint-Vaast, dans le Pas-de-Calais, et tombe, frappé d'une balle en pleine tête. 
Durant son engagement, Gaudier écrit près de quatre-vingts lettres : « Nous avons la meilleure musique futuriste dont Marinetti puisse rêver : armes lourdes, armes légères, coups de canons… Mais tout cela n’est que stupide vulgarité et je préfère le vent frais dans les feuillages, accompagné de quelques chants d’oiseaux. »
Après sa mort, sa compagne sombre dans l'égarement mental. Elle meurt en 1925, brutalement lors d'une exposition selon certains, internée dans un hôpital psychiatrique selon d'autres.

## Œuvre

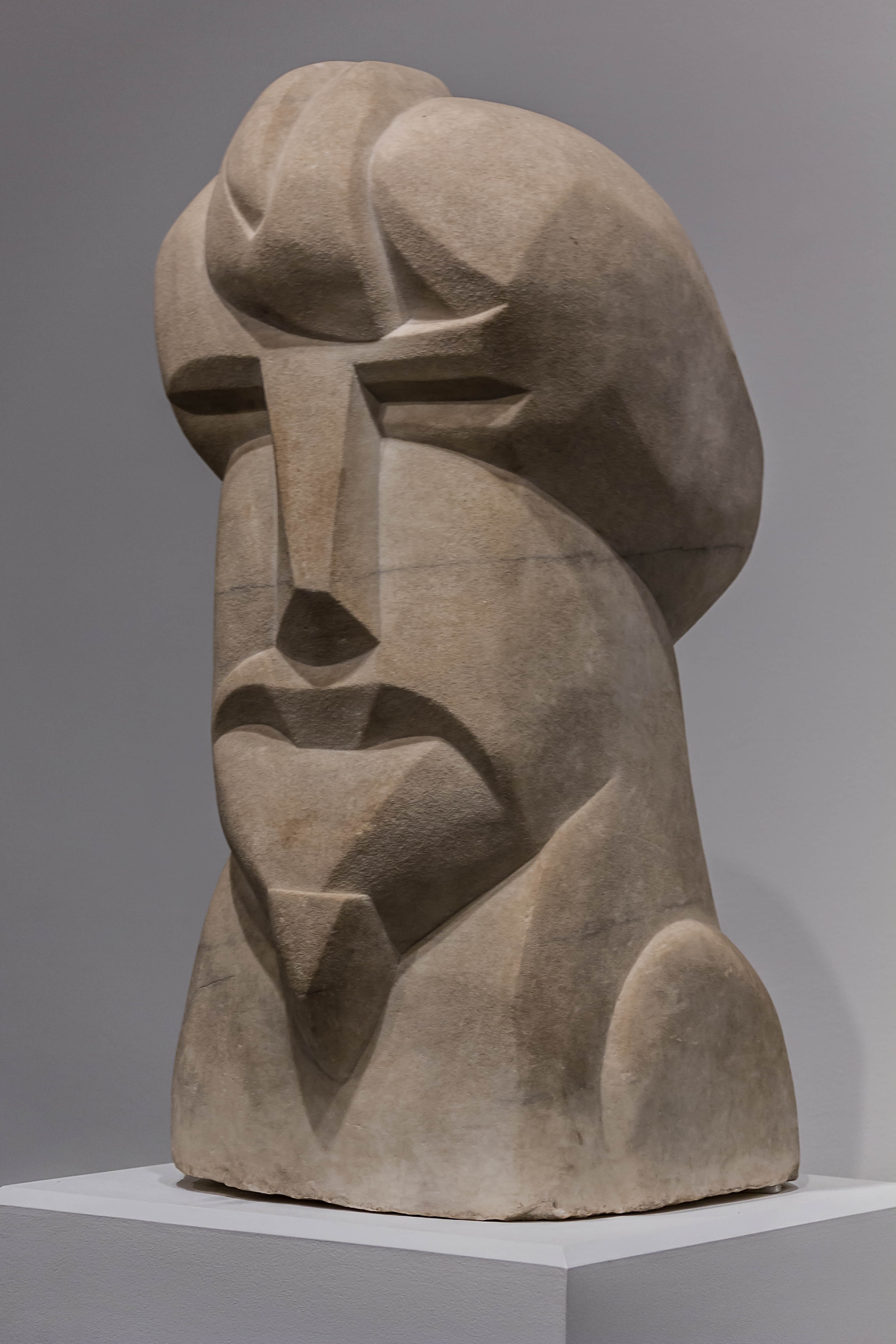
Tête hiératique d'Ezra Pound

Sur le plan artistique, Henri Gaudier-Brzeska a été d'abord influencé par Auguste Rodin mais aussi par la sculpture primitive qu'il a découverte au British Museum et au Victoria and Albert Museum. Ses œuvres sont directes, dynamiques et laissent apparentes les traces de son travail artistique. Gaudier-Brzeska n'a travaillé que quatre ans seulement comme sculpteur, et pourtant ses sculptures et ses milliers de dessins ont beaucoup influencé l'art français et anglais du XXe siècle. On peut voir ses œuvres au Musée national d'art moderne à Paris, au musée des beaux arts d'Orléans, à la Tate Gallery à Londres ou encore dans les musées de Chicago, New-York ou Ottawa.
La correspondance de Jim Ede (en), conservateur à la Tate Gallery et ami de Gaudier-Brzeska a été publiée dans le livre Savage Messiah. C'est de ce livre que s'est inspiré Ken Russell pour son film sur Gaudier-Brzeska (Savage Messiah en 1972).

## Dessins
- Orléans, musée des Beaux-Arts: 
  - Portrait de Sophie Brzeska, 1912, pinceau et encre noire sur papier vélin, 28,5 × 22,1 cm[5].                                          
  - Étude d’homme assis vers la droite, 1912, plume et encre noire sur papier vélin, 38 × 25,5 cm[6].                                
  - Deux études de femme nue allongée, 1912, plume et encre bleue sur papier vélin, 37,4 × 25,5 cm[7].                          
  - Cheval, dit aussi Cheval géométrique, 1914, pinceau et encre noire sur papier vélin, 14,1 × 22,7 cm[8].                       
  - Homme machine, 1914, plume et encre noire sur papier vergé, 32 × 12 cm[9].
  - Étude pour Caritas, 1914, pinceau et encre noire sur traits de crayon graphite sur papier vélin, 38,1 × 25,5 cm[10].  
  - Autobus, 1914, Pastel sur papier vergé, 48 × 31 cm[11].

## Quelques sculptures
- Hommes portant une jatte, Musée des beaux-arts d'Orléans
- Deux hommes, Musée des beaux-arts d'Orléans .
- Tête hiératique d'Ezra Pound, Musée national d'art moderne.
- Femme assise, Musée national d'art moderne.
- Danseuse en pierre rouge, Tate Gallery.
- Cerfs, Musée d'art contemporain de Chicago.
- Oiseaux debout, MOMA, New York.

## Publications
- Notes sur Liabeuf et sur Tolstoï, L'Échoppe, 2009,  (ISBN 978-2-84068-219-6), notice.
- Lettre à Sophie, Le Ouïgour indiscret, 2017.

### Hommages
Le lycée des métiers du bâtiment et de l'énergie, des travaux publics et du géomètre Henri Gaudier-Brzeska situé à Saint-Jean-de-Braye fait étudier ses œuvres aux étudiants. 